# Abdoulaye Konaté
Pour les articles homonymes, voir Konaté.
Abdoulaye Konaté, né le 1er février 1953 à Diré, est l'une des grandes figures des arts plastiques au Mali. Abordant la tapisserie, la confection, la peinture et la sculpture, il fait du tissu son principal matériau de création et puise son inspiration tant dans les spiritualités africaines que dans l'actualité mondiale.

## Biographie
Il a étudié à l'Institut National des Arts de Bamako, de 1972 à 1976. Il a également été formé, de 1978 à 1985, à l'institut Supérieur des Arts de La Havane (Cuba) dont il est sorti diplômé.
Il a exposé à Cuba, en France, aux États-Unis, au Japon, en Côte d’Ivoire, en Espagne, au Portugal, au Bénin, au Sénégal, en Autriche, en Italie, en Afrique du Sud, au Brésil et en Allemagne.

## Distinctions
- 1996 Lauréat du Grand Prix de la Biennale de l'Art Africain Contemporain de Dakar (DAK’ART)[5]
- 2002 Chevalier de l’Ordre national du Mali
- 2002 Chevalier de l’Ordre des Arts et des Lettres de la France
- 2008 Nomination pour le prix "Artes Mundi"